# Швеппенхаузен
Швеппенхаузен (нем. Schweppenhausen) — община в Германии, в земле Рейнланд-Пфальц. 
Входит в состав района Бад-Кройцнах. Подчиняется управлению Штромберг.  Население составляет 879 человек (на 31 декабря 2010 года). Занимает площадь 3,05 км².

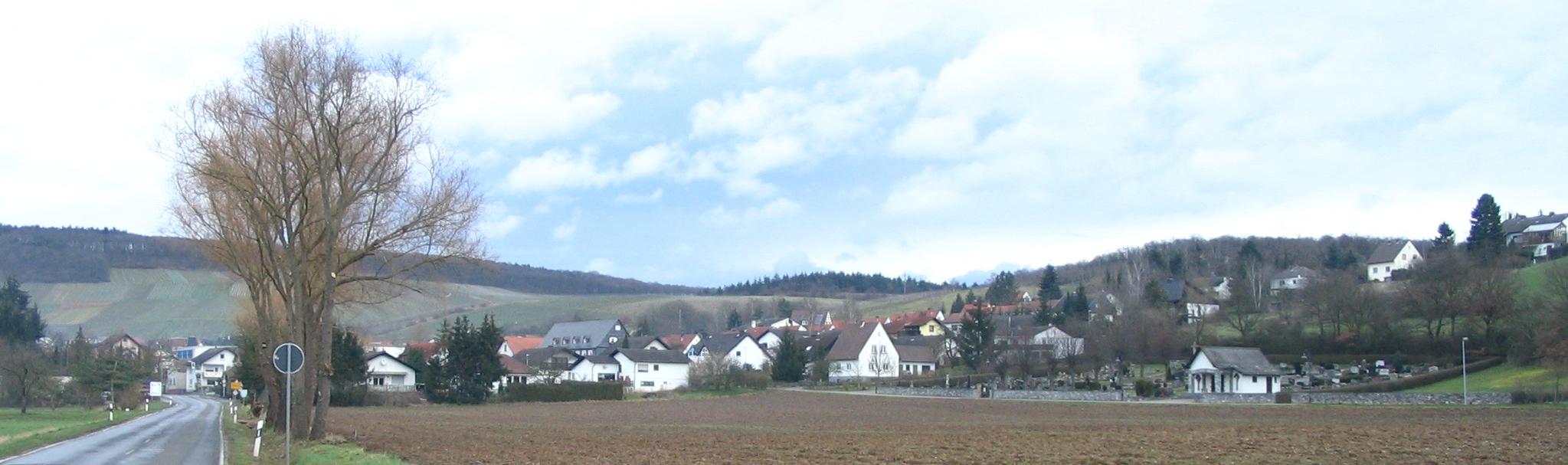
Швеппенхаузен